# Gens Belicia
La gens Belicia, también llamada Velicia o Bellica, era una familia aristocrática plebeya de la antigua Roma, que destacó durante los siglos I y II. Los Bellicii saltaron a la fama en la Galia Narbonense, alcanzando el estatus senatorial con Cayo Belicio Natal, quien fue nombrado cónsul suffectus en el 68 d. C.

## Miembros
- Cayo Belicio Natal, cónsul suffectus en 68.[1][2]
- Cayo Belicio C. f. Natal Gavidio Tebaniano, hijo de Cayo Belicio Natal. Fue cónsul suffectus en 87, sirviendo desde las calendas de mayo a las calendas de septiembre.[3][4]
- Lucio Belicio P. f. Sollers, un soldado distinguido, había sido tribuno militar de la Legio XXII Primigenia, y legado de la Legio XIII Gemina, además fue premiado con la corona mural y la corona castrense. Asimismo, llegó a ser cuestor, curule aedile, pretor, y cónsul suffectus con anterioridad al año 118, y ejerció el cargo de gobernador de Galacia, Pisidia, Frigia, Licaonia, Isauria, y Paflagonia.[5][6]
- Belicio Tebaniano, cónsul suffectus en 118.[7]
- Cayo Belicio Flaco Torcuato Tebaniano, hijo de Cayo Belicio Tebaniano. Cónsul suffectus en 124.[8][9]
- Cayo Belicio Torcuato, hijo de Cayo Belicio Flaco Tebaniano. Cónsul en 143.[10]
- Cayo Belicio Calpurnio Torcuato, hijo de Tebaniano, y hermano de Flaco Torcuato. Cónsul en 148.[11]